# Geislareuth
Geislareuth ist ein Gemeindeteil der Gemeinde Mistelgau im Landkreis Bayreuth (Oberfranken, Bayern). Geislareuth liegt in der Gemarkung Seitenbach.

## Geografie
Der Weiler liegt am Fuße des Brunnberges (498 m ü. NHN, 0,5 km südlich). 0,5 km westlich liegt das Waldgebiet Ottenreut, 0,5 km östlich das Waldgebiet Alte Reut. Nördlich des Ortes fließt der Feilbrunnenbach (auch Seitenbach genannt), ein rechter Zufluss der Truppach. Ein Anliegerweg führt 0,6 km weiter nördlich zur Staatsstraße 2186 zwischen Obernsees und Engelmeß.

## Geschichte
1386 wurde der Ort als „Gisilinruite“ schriftlich erwähnt. Im Landbuch des burggräflichen Amtes Bayreuth von 1398 wurde der Ort „Geyselnreut“ genannt. Das Grundwort des Ortsnamens -reuth verweist auf Landgewinnung durch Rodung, das Bestimmungswort gibt den Gründer des Ortes an, einen „Gisiler“ bzw. „Gisilo“, beides sind männliche Personennamen germanischen Ursprungs. Der Ort bestand 1398 bereits aus zehn Lehen, das heißt aus zehn Höfen. Hinzu kamen eine Mühle und das Anwesen Göritzen.
Zur Realgemeinde Geislareuth gehörten Eschenmühle und Göritzen. Gegen Ende des 18. Jahrhunderts bestand Geislareuth aus acht Anwesen (2 Halbhöfe, 2 Viertelhöfe, 4 Sölden). Die Hochgerichtsbarkeit stand dem bayreuthischen Stadtvogteiamt Bayreuth zu. Die Dorf- und Gemeindeherrschaft sowie die Grundherrschaft hatte Hofkastenamt Bayreuth.
Von 1797 bis 1810 unterstand der Ort dem Justiz- und Kammeramt Bayreuth. Mit dem Gemeindeedikt wurde Geislareuth dem 1812 gebildeten Steuerdistrikt Mistelgau zugewiesen. Zugleich entstand Ruralgemeinde Geislareuth, zu der Eschenmühle und Göritzen gehörten. Mit dem Gemeindeedikt von 1818 erfolgte die Umgemeindung nach Seitenbach. Am 1. Januar 1972 wurde Geislareuth im Zuge der Gebietsreform in Bayern in die Gemeinde Mistelgau eingegliedert.

### Einwohnerentwicklung
| Jahr      | 001819 | 001822 | 001861 | 001871 | 001885 | 001900 | 001925 | 001950 | 001961 | 001970 | 001987 |
| Einwohner | 70     | 60     | 60     | 55     | 60     | 55     | 46     | 50     | 40     | 32     | 40     |
| Häuser    |        | 9      |        |        | 9      | 8      | 7      | 6      | 8      |        | 9      |
| Quelle    | [ 10 ] | [ 7 ]  | [ 11 ] | [ 12 ] | [ 13 ] | [ 14 ] | [ 15 ] | [ 16 ] | [ 17 ] | [ 18 ] | [ 1 ]  |

## Religion
Geislareuth ist seit der Reformation evangelisch-lutherisch geprägt und nach St. Peter und Paul (Busbach) gepfarrt.